# MOSPD3
MOSPD3 (англ. Motile sperm domain containing 3) – білок, який кодується однойменним геном, розташованим у людей на короткому плечі 7-ї хромосоми. Довжина поліпептидного ланцюга білка становить 235 амінокислот, а молекулярна маса — 25 519.
| 10         |  | 20         |  | 30         |  | 40         |  | 50         |
| ---------- |  | ---------- |  | ---------- |  | ---------- |  | ---------- |
| MRRGAPQDQE |  | LVGPGPPGRG |  | SRGAPPPLGP |  | VVPVLVFPPD |  | LVFRADQRSG |
| PRQLLTLYNP |  | TGTALRFRVL |  | CTAPAKYTVF |  | DAEGYVKPQS |  | CIDIVIRHVA |
| PIPSHYDVQD |  | RFRIELSEEG |  | AEGRVVGRKD |  | ITSILRAPAY |  | PLELQGQPDP |
| APRPGPPAGT |  | PPPTARHFQE |  | HPRQQLATSS |  | FLLFLLTGIV |  | SVAFLLLPLP |
| DELGSQLPQV |  | LHVSLGQKLV |  | AAYVLGLLTM |  | VFLRT      |  |            |

A: Аланін

C: Цистеїн

D: Аспарагінова кислота

E: Глутамінова кислота

F: Фенілаланін

G: Гліцин

H: Гістидин

I: Ізолейцин

K: Лізин

L: Лейцин

M: Метіонін

N: Аспарагін

P: Пролін

Q: Глутамін

R: Аргінін

S: Серин

T: Треонін

V: Валін

Задіяний у такому біологічному процесі, як альтернативний сплайсинг. 
Локалізований у мембрані.